# Henning Lohner
Henning Lohner (Bremen, 17 juli 1961) is een Duitse componist en filmmaker. Hij is vooral bekend om zijn filmmuziek, geschreven als een langdurig lid van de muziekstudio Remote Control Productions van Hans Zimmer.
Lohner werd geboren in Bremen en groeide op in de buurt van Palo Alto, Californië, waar zijn vader Edgar Lohner vergelijkende literatuurwetenschap doceerde aan de Stanford-universiteit en zijn moeder Marlene Lohner Duitse literatuur doceerde. Lohner heeft één broer, Peter, die advocaat is en schrijver-producent is geworden voor film en televisie.
Lohner keerde terug naar Duitsland om musicologie, kunstgeschiedenis en Romaanse talen te studeren aan de universiteit van Frankfurt, waar hij in 1987 afstudeerde als Master of Arts. In 1982 volgde hij een jaar aan het Berklee College of Music in Boston, waar hij Jazz Improvisatie studeerde bij Gary Burton en filmmuziekcomposities bij Jerry Goldsmith en David Raksin. In 1985 kreeg Lohner een beurs voor muziekcompositie aan het Centre Acanthes om te studeren bij de Griekse componist Iannis Xenakis, die zijn levenslange mentor werd.
Hij heeft muziek geschreven voor verschillende internationale films, waaronder The Ring Two en Hellraiser: Deader. Daarnaast is hij auteur van documentaires en artfilms en heeft hij internationale erkenning gekregen als maker van de mediakunstprojecten van Active Images.
Lohner woont en werkt in Los Angeles, New York en Berlijn. Hij is gasthoogleraar aan de universiteit van Zürich voor Kunsten. Hij is lid van de European Film Academy en de Deutsche Filmakademie.

## Filmografie

### Als componist
| Jaar | Titel                                           | Opmerkingen                       |
| ---- | ----------------------------------------------- | --------------------------------- |
| 1998 | Der Eisbär                                      | met Klaus Badelt                  |
| 1999 | Der grosse Bagarozy                             | met Stephan Zacharias             |
| 2002 | 666 - Traue keinem, mit dem Du schläfst!        |                                   |
| 2003 | Ancient Warriors                                |                                   |
| 2003 | Mimic: Sentinel                                 |                                   |
| 2004 | Incident at Loch Ness                           |                                   |
| 2005 | The Ring Two                                    | met Martin Tillman en Hans Zimmer |
| 2005 | Hellraiser: Deader                              |                                   |
| 2005 | BloodRayne                                      |                                   |
| 2005 | Santa's Slay                                    |                                   |
| 2007 | In the Name of the King: A Dungeon Siege Tale   | met Jessica de Rooij              |
| 2007 | Timber Falls                                    |                                   |
| 2007 | Love Comes Lately                               |                                   |
| 2008 | Kleiner Dodo                                    |                                   |
| 2008 | Shuttle                                         |                                   |
| 2008 | Marcello Marcello                               | met Louis Crelier                 |
| 2009 | Night Train                                     |                                   |
| 2009 | Lauras Stern und der geheimnisvolle Drache Nian | met Guy Cuyvers                   |
| 2011 | Lauras Stern und die Traummonster               |                                   |
| 2013 | Detour                                          |                                   |
| 2021 | Lauras Stern                                    |                                   |

## Overige producties

### Televisiefilms
| Jaar | Titel                                | Opmerkingen         |
| ---- | ------------------------------------ | ------------------- |
| 1994 | The Alphabet of Shapes               |                     |
| 2004 | Sterne leuchten auch am Tag          |                     |
| 2004 | Dark Tales of Japan                  |                     |
| 2005 | Kein Himmel über Afrika              | met Stefan Schulzki |
| 2005 | Prinz und Paparazzi                  |                     |
| 2006 | Firestorm: Last Stand at Yellowstone |                     |
| 2006 | Lauras Weihnachtsstern               |                     |

### Televisieseries
| Jaar | Titel                                    | Opmerkingen |
| ---- | ---------------------------------------- | ----------- |
| 2006 | 10.5: Apocalypse                         | miniserie   |
| 2020 | Anthropozän - Das Zeitalter des Menschen |             |

### Additionele muziek
Als additioneel componist.
| Jaar | Titel        | Opmerkingen                            |
| ---- | ------------ | -------------------------------------- |
| 2002 | The Ring     | voor Hans Zimmer                       |
| 2004 | Lauras Stern | voor Nick Glennie-Smith en Hans Zimmer |
| 2004 | Spanglish    | voor Hans Zimmer                       |

### Als filmregisseur
| Jaar | Titel                                 | Opmerkingen   |
| ---- | ------------------------------------- | ------------- |
| 1988 | Stockhausen - Lichtwerke              | documentaire  |
| 1991 | Peefeeyatko                           | documentaire  |
| 1992 | 22708 Types                           | documentaire  |
| 1992 | One 11 and 103                        |               |
| 1992 | Dennis Hopper as Collector and Artist | documentaire  |
| 1993 | The Revenge of the Dead Indians       | documentaire  |
| 1994 | The Black Box of Culture              | televisiefilm |
| 1994 | The Alphabet of Shapes                | televisiefilm |
| 1994 | Gerhard Richter                       | korte film    |
| 1995 | Les prairies de la mer                | televisiefilm |
| 1995 | Dennis Hopper: L.A. Blues             | documentaire  |
| 1996 | In a Metal Mood                       | documentaire  |
| 1997 | Hollywood Halloween                   | documentaire  |
| 1998 | Musik im Spiegel der Gefühle          | televisiefilm |
| 2000 | German Hollywood Dreams               |               |
| 2003 | Dennis Hopper: Spiel oder stirb       | documentaire  |
| 2004 | Ninth November Night                  | korte film    |